# Laramie (serie televisiva)
Laramie è una serie televisiva statunitense in 124 episodi trasmessi per la prima volta nel corso di 4 stagioni dal 1959 al 1963.
È una serie western con tutti i tradizionali elementi di avventura legati al genere.

## Trama
I fratelli Sherman, "Slim" e il piccolo "Andy" gestiscono una stazione di diligenze dopo la morte dei genitori a Laramie, negli Stati Uniti durante gli anni 1870. A loro si è unito un giovane in cerca di lavoro, "Jess Harper", che con Slim forma un fortissimo sodalizio. Alla fine della prima stagione Andy è mandato a studiare a una Boarding School ed è presente in soli 3 episodi della seconda stagione. Nella terza e quarta stagione, il ruolo del più piccolo della famiglia è preso da "Mike Williams", un ragazzino orfano che viene a vivere allo Sherman Ranch assieme a "Daisy Cooper", un'anziana vedova.

## Personaggi e interpreti

### Personaggi principali
- Slim Sherman (122 episodi, 1959-1963), interpretato da John Smith.
- Jess Harper (121 episodi, 1959-1963), interpretato da Robert Fuller.
- Daisy Cooper (58 episodi, 1961-1963), interpretata da Spring Byington.
- Mike Williams (58 episodi, 1961-1963), interpretato da Dennis Holmes.
- Andy Sherman (35 episodi, 1959-1960), interpretato da Robert Crawford Jr..
- Sceriffo Mort Corey (34 episodi, 1960-1963), interpretato da Stuart Randall.
- Jonesy (32 episodi, 1959-1960), interpretato da Hoagy Carmichael.

### Personaggi secondari
- Mose (19 episodi, 1959-1963), interpretato da Eddy Waller.
- Freddie (13 episodi, 1959-1963), interpretato da Norman Leavitt.
- Bailey (11 episodi, 1959-1963), interpretato da Ed Prentiss.
- Benson (10 episodi, 1959-1963), interpretato da James Anderson.
- Alamo (8 episodi, 1959-1963), interpretato da Harry Lauter.
- Sceriffo (8 episodi, 1959-1963), interpretato da Bartlett Robinson.
- Frank Keefer (8 episodi, 1959-1963), interpretato da L.Q. Jones.
- Cotter (8 episodi, 1960-1963), interpretato da Roy Barcroft.
- Bradford (8 episodi, 1959-1963), interpretato da John Pickard.
- Bob Laird (7 episodi, 1959-1963), interpretato da Robert J. Wilke.
- Deke Beldon (7 episodi, 1960-1963), interpretato da Dennis Patrick.
- Ben (7 episodi, 1960-1962), interpretato da William Fawcett.
- Doc Kingsly (6 episodi, 1960-1963), interpretato da Richard Coogan.
- Beamer (6 episodi, 1959-1963), interpretato da Hal Baylor.
- Bud Deever (6 episodi, 1959-1963), interpretato da William Bryant.
- Charlie (6 episodi, 1959-1961), interpretato da Tom London.
- Christy (6 episodi, 1959-1963), interpretato da Rod Cameron.
- Chris (6 episodi, 1960-1963), interpretato da Jan Merlin.
- Bob Blayne (6 episodi, 1960-1963), interpretato da John Anderson.
- Colby (6 episodi, 1960-1962), interpretato da Don C. Harvey.
- Bundy Wilcox (5 episodi, 1959-1962), interpretato da Willis Bouchey.
- Calvin Hawks (5 episodi, 1959-1962), interpretato da Lyle Bettger.
- Al Denning (5 episodi, 1961-1963), interpretato da Russell Johnson.
- Sergente Coffey (5 episodi, 1959-1962), interpretato da Walter Sande.
- Alby (5 episodi, 1961-1963), interpretato da George Wallace.
- David (5 episodi, 1959-1963), interpretato da Kevin Hagen.
- Bart Reeves (5 episodi, 1960-1962), interpretato da Brad Weston.
- Al Morgan (5 episodi, 1959-1963), interpretato da Denver Pyle.
- Art Potter (5 episodi, 1960-1963), interpretato da Vinton Hayworth.
- Bates (5 episodi, 1959-1963), interpretato da Kelly Thordsen.
- Jud (5 episodi, 1960-1962), interpretato da R.G. Armstrong.
- Duke (5 episodi, 1960-1963), interpretato da Gregory Walcott.
- Ben Chantler (5 episodi, 1960-1963), interpretato da Myron Healey.
- Ben Yates (5 episodi, 1960-1962), interpretato da Chris Alcaide.

## Guest star
- Eddie Albert
- Chris Alcaide
- John Anderson
- Claude Akins
- Phyllis Avery
- Joanna Barnes
- James Best
- Ernest Borgnine
- Robert Bray
- Charles Bronson
- Edgar Buchanan
- Jean Byron
- Rod Cameron
- Pat Conway
- Russ Conway
- Ben Cooper
- Walter Coy
- Ray Danton
- Jim Davis
- Frank Dekova
- Dan Duryea
- Ross Elliott
- Jason Evers
- Nanette Fabray
- William Fawcett
- Ron Foster
- Dean Fredericks
- James Gregory
- Tom Greenway
- Kevin Hagen
- Stacy Harris
- Ron Harper
- Ron Hayes
- Ben Johnson
- Russell Johnson
- L.Q. Jones
- Brian Keith
- DeForest Kelley
- John Larch
- Harry Lauter
- Julie London
- Dayton Lummis
- John Lupton
- Barton MacLane
- George Macready
- John McIntire
- Jock Mahoney
- Denny Scott Miller
- Read Morgan
- Ed Nelson
- Leonard Nimoy
- Lloyd Nolan
- Gregg Palmer
- Dennis Patrick
- Denver Pyle
- Gilman Rankin
- Herbert Rudley
- Bing Russell
- Tommy Sands
- Jacqueline Scott
- Olan Soule
- Fay Spain
- Harry Dean Stanton
- Karl Swenson
- Gloria Talbott
- Lee Van Cleef
- Gary Vinson
- Adam West
- Robert J. Wilke
- Will Wright

## Produzione
La serie fu prodotta da Revue Studios e girata negli studios della Universal in California. Le musiche furono composte da Cyril J. Mockridge.

### Registi
Tra i registi della serie sono accreditati:
- Lesley Selander in 43 episodi (1959-1963)
- Joseph Kane in 29 episodi (1960-1963)
- Francis D. Lyon in 8 episodi (1959-1960)
- Thomas Carr in 5 episodi (1959-1962)
- Jesse Hibbs in 4 episodi (1963)
- Herschel Daugherty in 3 episodi (1959)
- Herman Hoffman in 3 episodi (1960-1963)
- Hollingsworth Morse in 3 episodi (1961-1963)
- Earl Bellamy in 2 episodi (1959-1960)
- James P. Yarbrough in 2 episodi (1961)
- William Witney in 2 episodi (1963)

### Sceneggiatori
Tra gli sceneggiatori della serie sono accreditati:
- John C. Champion in 33 episodi (1959-1963)
- Daniel B. Ullman in 22 episodi (1959-1963)
- Rod Peterson in 21 episodi (1960-1963)
- Paul Savage in 14 episodi (1959-1963)
- Lee Erwin in 11 episodi (1959-1962)
- Donn Mullally in 11 episodi (1959-1962)
- Albert Aley in 8 episodi (1961-1963)
- Jerry Adelman in 7 episodi (1960-1961)
- John Dunkel in 4 episodi (1959-1960)
- Ron Bishop in 4 episodi (1961-1963)
- David Lang in 4 episodi (1961-1963)
- Arthur Browne Jr. in 3 episodi (1959-1962)
- Kathleen Hite in 3 episodi (1959-1960)
- Buckley Angell in 3 episodi (1960-1963)
- Edward J. Lakso in 3 episodi (1960-1962)
- Milton Geiger in 3 episodi (1960-1961)
- Raphael Hayes in 3 episodi (1961-1962)
- Dick Nelson in 3 episodi (1962-1963)
- Joyce Perry in 3 episodi (1963)
- Donald S. Sanford in 3 episodi (1963)
- Jay Simms in 2 episodi (1959-1960)
- Robert Pirosh in 2 episodi (1959)
- Fred Freiberger in 2 episodi (1960-1962)
- George F. Slavin in 2 episodi (1962-1963)
- Richard Newman in 2 episodi (1962)

## Distribuzione
La serie fu trasmessa negli Stati Uniti dal 15 settembre 1959 al 21 maggio 1963 sulla rete televisiva NBC. In Italia è stata trasmessa con il titolo Laramie.
Alcune delle uscite internazionali sono state:
- negli Stati Uniti il 15 settembre 1959 (Laramie)
- in Germania Ovest il 27 dicembre 1959 (Am Fuß der Blauen Berge)
- in Francia il 20 aprile 1987 (Laramie)
- in Argentina (Laramie)
- in Italia (Laramie)

## Episodi
| Stagione         | Episodi | Prima TV USA |
| ---------------- | ------- | ------------ |
| Prima stagione   | 31      | 1959-1960    |
| Seconda stagione | 33      | 1960-1961    |
| Terza stagione   | 28      | 1961-1962    |
| Quarta stagione  | 32      | 1962-1963    |